# Musée de plein air de Detmold

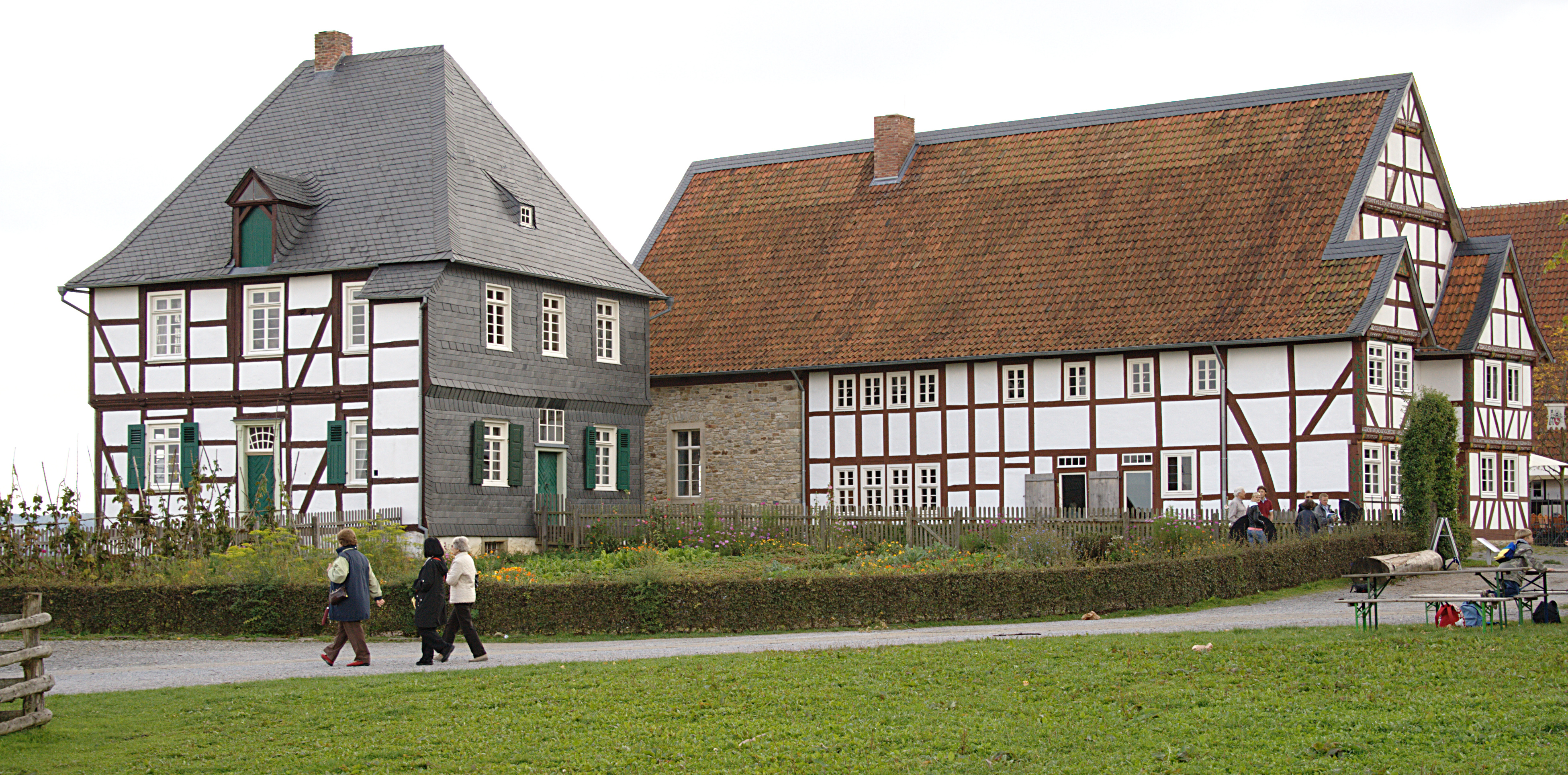
Deux maisons 1900 historiques du musée, à gauche l'ancienne maison du pasteur et à droite le restaurant Im Weißen Ross.

Le musée de plein air de Detmold (LWL-Freilichtmuseum Detmold ; LWL = Landschaftsverband Westfalen-Lippe) est un musée de plein air, ou écomusée, situé en Allemagne, à la sortie de la ville de Detmold dans l'arrondissement de Lippe (Rhénanie-du-Nord-Westphalie). Ce musée est administré par le Landschaftsverband Westfalen-Lippe (LWL). Il a ouvert le 7 juillet 1971. C'est l'un des musées de plein air parmi les plus vastes d'Europe avec 90 hectares et 120 bâtiments historiques et le plus important d'Allemagne. Il est ouvert du 1er avril au 31 octobre inclus.

## Description

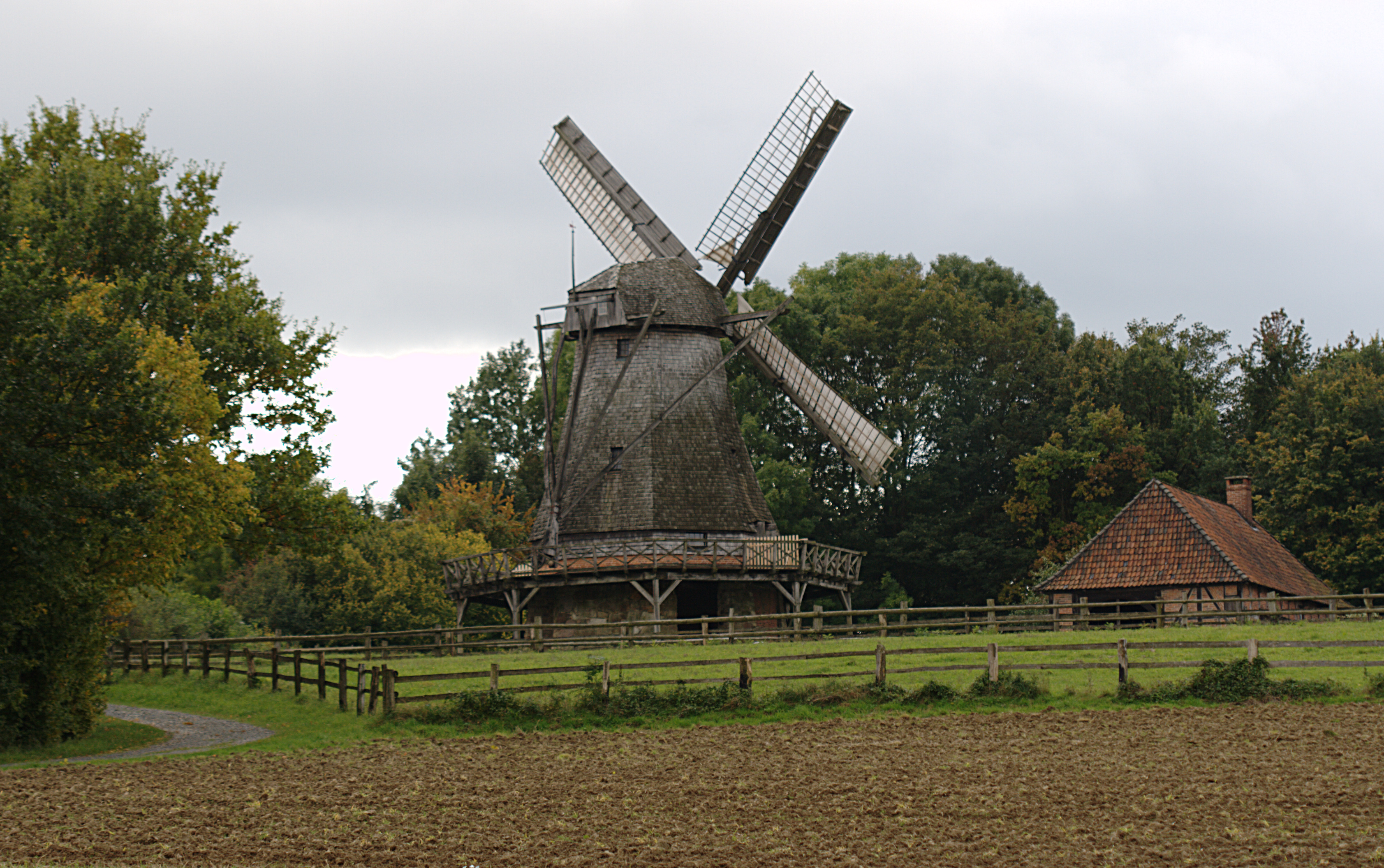
Le moulin de l'écomusée.

La préoccupation majeure du musée depuis 1985 est l'écologie environnementale, notamment dans le domaine agricole avec la conservation de races animales locales menacées, ou de plantes locales, du paysage culturel et un aspect didactique à propos de l'histoire de l'économie rurale et des mœurs paysannes. Le public peut ainsi découvrir d'anciennes races domestiques de Westphalie, quasiment disparues au milieu du XXe siècle à cause des bouleversements de l'agriculture industrielle. Ce sont par exemple l'oie de Lippe, le mouton de Bentheim ou le cheval de Senne.